# سيمون ديفيس
سيمون ديفيس (23 أبريل 1965 - )  (بالإنجليزية: Simon Davis)‏ هو لاعب كريكت بريطاني.